# HMS Glorious (77)
«Глорієс» (англ. HMS Glorious (77)) — лінійний крейсер класу «Корейджес»  ВМС Великої Британії, збудований під час Першої світової війни, перебудований пізніше на авіаносець.

## Історія створення
У 1915 році за ініціативи адмірала, Першого морського лорда Джона Фішера були спроєктовані 3 лінійні крейсери типу «Корейджес», які мали бути найбільшими кораблями в ескадрі, яка мала б висадити десант за 130 км від Берліна в Померанії («Балтійський проєкт»).
Другий корабель серії, «Глорієс» був закладений 1 травня 1915 року на корабельні Harland & Wolff (Белфаст). Спущений на воду 20 квітня 1916 року, вступив у стрій 31 грудня того ж року.

## Історія служби

### Лінійний крейсер

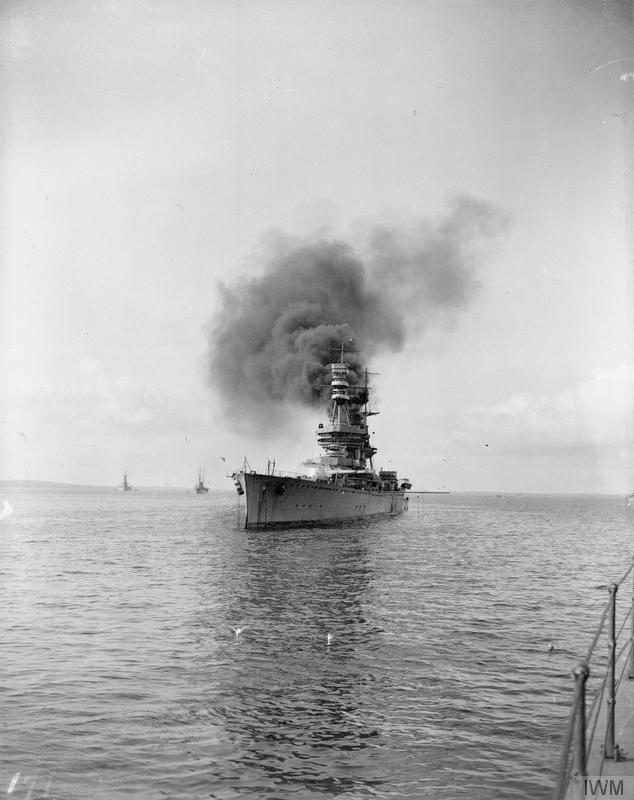
Лінійний крейсер «Глорієс» під час Першої світової війни

Лінійний крейсер «Глорієс» лише один раз брав участь у реальному бою — у битві в Гельголандській бухті 17 листопада 1917 року. У цьому бою британські кораблі намагались знищити німецькі тральники, які робили прохід для своїх підводних човнів у британських мінних полях. У цьому бою «Глорієс» випустив по противнику 57 381-мм снарядів, але жодного разу не влучив у ціль. Натомість ліва гармата носової башти зазнала пошкоджень від осколків німецького снаряда.
Надалі «Глорієс» участі у бойових діях не брав. 21 листопада 1918 року він брав участь у капітуляції німецького Флоту відкритого моря.
1 лютого 1919 року був виведений в резерв, на ньому була зменшена чисельність екіпажу. Згодом корабель став блокшивом лінкора «Геркюліз».
У грудні 1920 року корабель був перекласифікований у навчально-артилерійський, а у 1922 році став флагманським кораблем командувача резервної ескадри.

### Перебудова
Після Вашингтонської морської конференції, яка обмежила загальний тоннаж флотів провідних морських країн, було вирішено переобладнати «Глорієс» на авіаносець, як це було зроблено раніше з однотипним крейсером «Ф'юріос».
Роботи розпочались у 1924 році. На кораблі були демонтовані башти гармат головного калібру та були збудовані два ангари довжиною 167 м, що дозволило розмістити на борту 46 літаків. Для підйому літаків були встановлені 2 літакопідйомники вантажопідіймальністю 5,5 т.

### Авіаносець
«Глорієс» вступив у стрій як авіаносець у 1930 році і ніс службу у Середземному морі. 1 квітня 1931 року він зіштовхнувся із французьким лайнером «Флорида», після чого до вересня 1931 року проходив ремонт на Мальті.
З травня 1934 року по липень 1935 року авіаносець пройшов ремонт та модернізацію в Девонпорті, під час якої на ньому були встановлені 2 катапульти, здатні розганяти літаки масою 3650 кг до швидкості 100 км/год, які використовувались лише для запуску гідролітаків. Також на кораблі замість одноствольних «пом-помів» були встановлені три восьмиствольні установки.
З початком Другої світової війни і до грудня 1939 року «Глорієс» здійснював пошук рейдерів та супровід конвоїв в Індійському океані. З січня по березень 1940 року пройшов ремонт на Мальті.
З початком Норвезької кампанії «Глорієс» був включений до складу Домашнього Флоту. Він прикривав кораблі та сухопутні війська, доставляв винищувачі наземного базування, а згодом прикривав евакуацію з районів Намсуса, Ондалснеса, пізніше з Нарвіка.
8 червня авіаносець був перехоплений та потоплений німецькими лінійними крейсерами «Шарнгорст» та «Ґнайзенау» у точці з координатами 68°38′ пн. ш. 3°50′ сх. д. / 68.633° пн. ш. 3.833° сх. д. Загинуло 1472 члени екіпажу, морської і сухопутної авіагруп.